# Rossignola
La rossignola est un cépage italien de raisins noirs.

## Origine et répartition géographique
Le cépage Rossignola est d'origine inconnue mais il est diffusé en Italie du nord.
Il est classé cépage secondaire en DOC Bardolino et Valpolicella. Notamment cultivé autour du lac de Garde, il est classé recommandé dans la province de Vicence en Vénétie. En 1998, sa culture couvrait une superficie de 68 ha.

## Caractères ampélographiques
- Extrémité du jeune rameau cotonneux, blanc à liseré rosé.
- Jeunes feuilles duveteuses, vert bronzées.
- Feuilles adultes, à 5 lobes avec des sinus supérieurs elliptiques et étroits, un sinus pétiolaire en U largement ouvert, des dents anguleuses, moyennes, un limbe pubescent.

## Aptitudes culturales
La maturité est de quatrième époque: 40 jours après le chasselas.

## Potentiel technologique
Les grappes et les baies sont de taille moyenne à grande. La grappe est cylindrique ou pyramidale, avec 2 ailerons courts, lâche. Le cépage est de bonne vigueur. La molinara préfère une taille longue donnant ainsi une production abondante et constante.  

## Synonymes
La rossignola est connu sous les noms de gropello, rossetta, rossetta del lago, rossignola della Valle Pulicella, rossignola di montagna, rossignola veronese,  rossiola.